# Magnifying transmitter

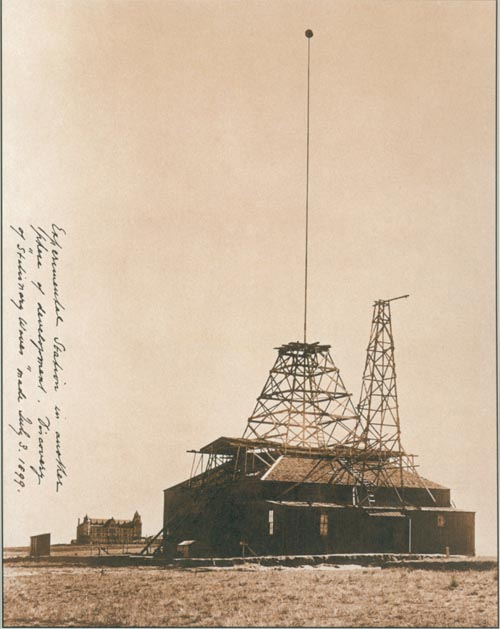
Tesla magnifier im Juli 1899

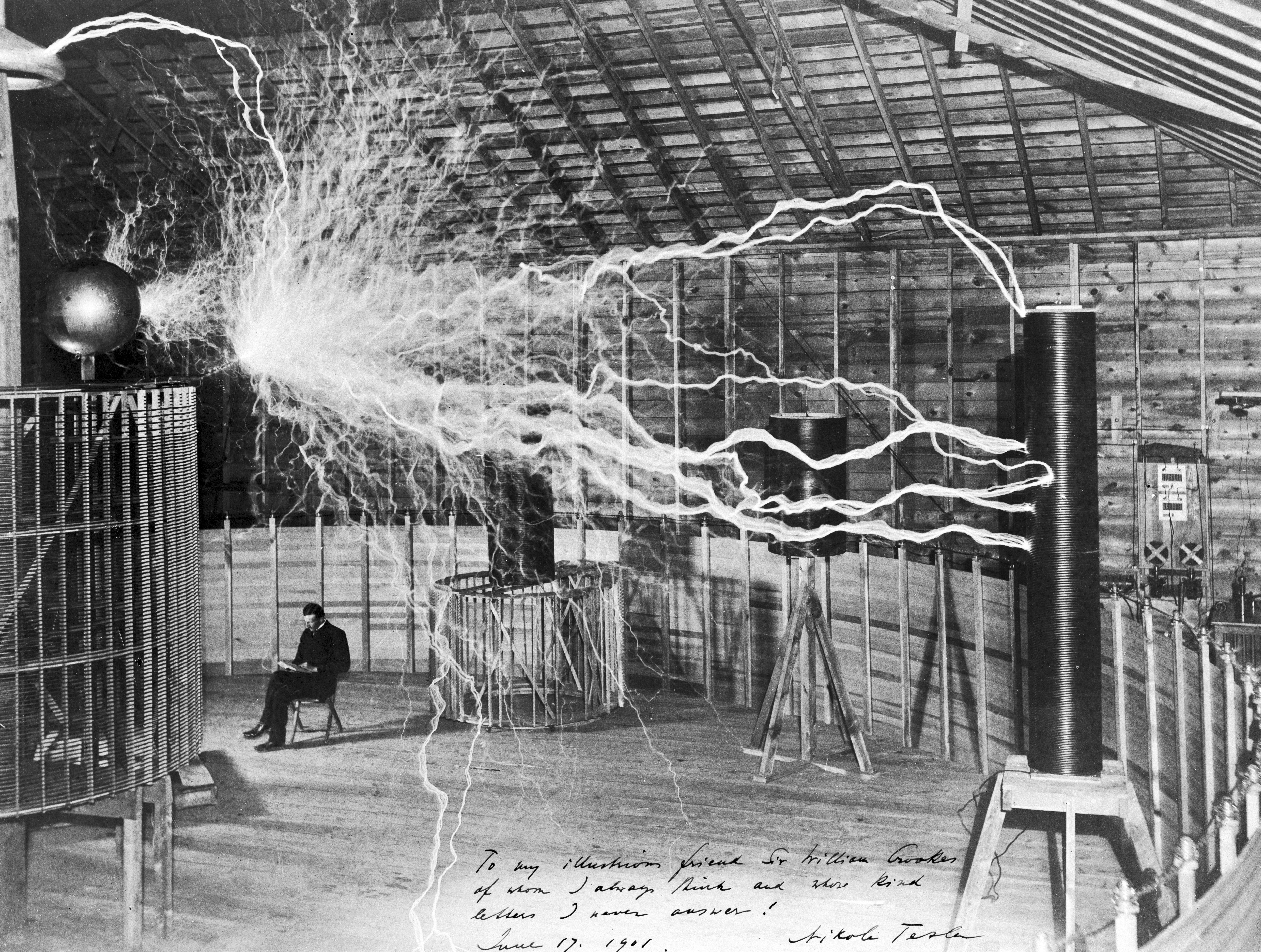
Werbefoto der Colorado Springs experimental station mit dem „Magnifying Transmitter“. Die Lichtbögen sind ungefähr 7 Meter (22 Fuß) lang

Der magnifying transmitter, auch als Tesla magnifier bezeichnet, war um 1899 ein elektrotechnischer Aufbau von Nikola Tesla in seinem Labor in Colorado Springs zur Erzeugung von hochfrequenter Hochspannung mittels Resonanzüberhöhung.
Der Tesla magnifier ist im Prinzip eine Form des Teslatransformators, wobei jedoch der Transformatorteil vom ausgangsseitigen Resonanzkreis getrennt ist. Isolationsprobleme werden dadurch besser beherrschbar und die Effizienz kann gesteigert werden.
Die Bezeichnung geht auf Aufzeichnungen in Teslas Tagebuch zu seinen Arbeiten in Colorado Springs zurück.
Zu der Zeit um 1899 war Tesla zu der Überzeugung gekommen, ein funktionierendes „Welt-Energie-System“ gefunden zu haben. Sein Ziel war, Hochfrequenzenergie, nach heutigem Verständnis also elektromagnetische Wellen, zur Energieverteilung zu nutzen, was zwar über kurze Entfernungen funktioniert, aber mit großen Verlusten verbunden ist.
Im Dezember 1899 entstanden im Labor und in der Umgebung einige Aufnahmen seines Magnifying-Transmitter für Werbezwecke, die von Chef-Fotografen des damals renommierten Century Magazines Dickenson V. Alley gemacht wurden. Tesla zog am 7. Januar 1900 nach New York und ließ das Labor wie es war. Tesla bezahlte weder die offenen Stromrechnungen an die lokale Elektrizitätsgesellschaft noch die ausständigen Löhne seiner Arbeiter, weshalb er fünf Jahre später wegen dieser Schulden angeklagt und die Einrichtungen und Materialien des Magnifying-Transmitter als Baumaterial verkauft wurden.
Um 1901 begann Tesla mit finanzieller Unterstützung von J. P. Morgan den Wardenclyffe Tower in Long Island zu bauen, eine noch größere Anlage mit identischem Funktionsprinzip, die allerdings nicht vollendet wurde.